# 鼠尾香薷
鼠尾香薷（学名：Elsholtzia myosurus）为唇形科香薷属下的一个种。

## 扩展阅读
- 維基物種上的相關：鼠尾香薷